# Casa de Henry T. Sloane

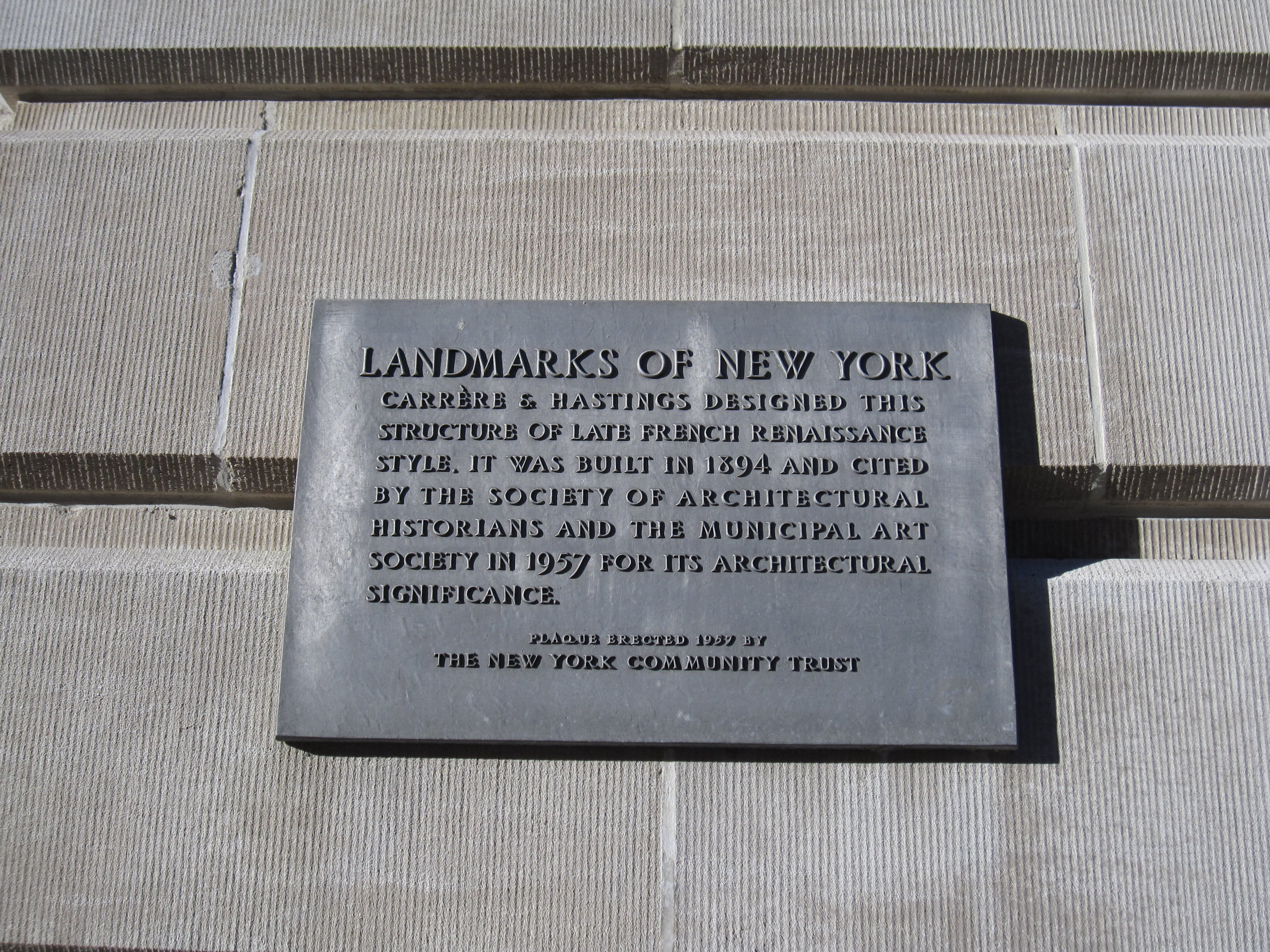
Placa histórica

La Casa Henry T. Sloane es una mansión ubicada en 9 East 72nd Street en el Upper East Side del distrito de Manhattan, Nueva York. Fue diseñada por Carrère y Hastings en estilo renacentista francés tardío y construido en 1894.

## Historia
Originalmente fue construida para Henry T. Sloane, hijo de uno de los fundadores de la firma de alfombras W. & J. Sloane. A partir de 1964, albergó el Lycée Français de New York, junto con sus extensiones en la vecina Oliver Gould Jennings House.
La mansión, a su vez, fue desocupada por la escuela cuando fue vendida y renovada para convertirse nuevamente en una lujosa casa unifamiliar, que fue comprada por Hamad bin Khalifa Al Thani, el (ahora ex) Emir de Catar, junto con la vecina Casa Oliver Gould Jennings alrededor de 2004.